# Social Security Act

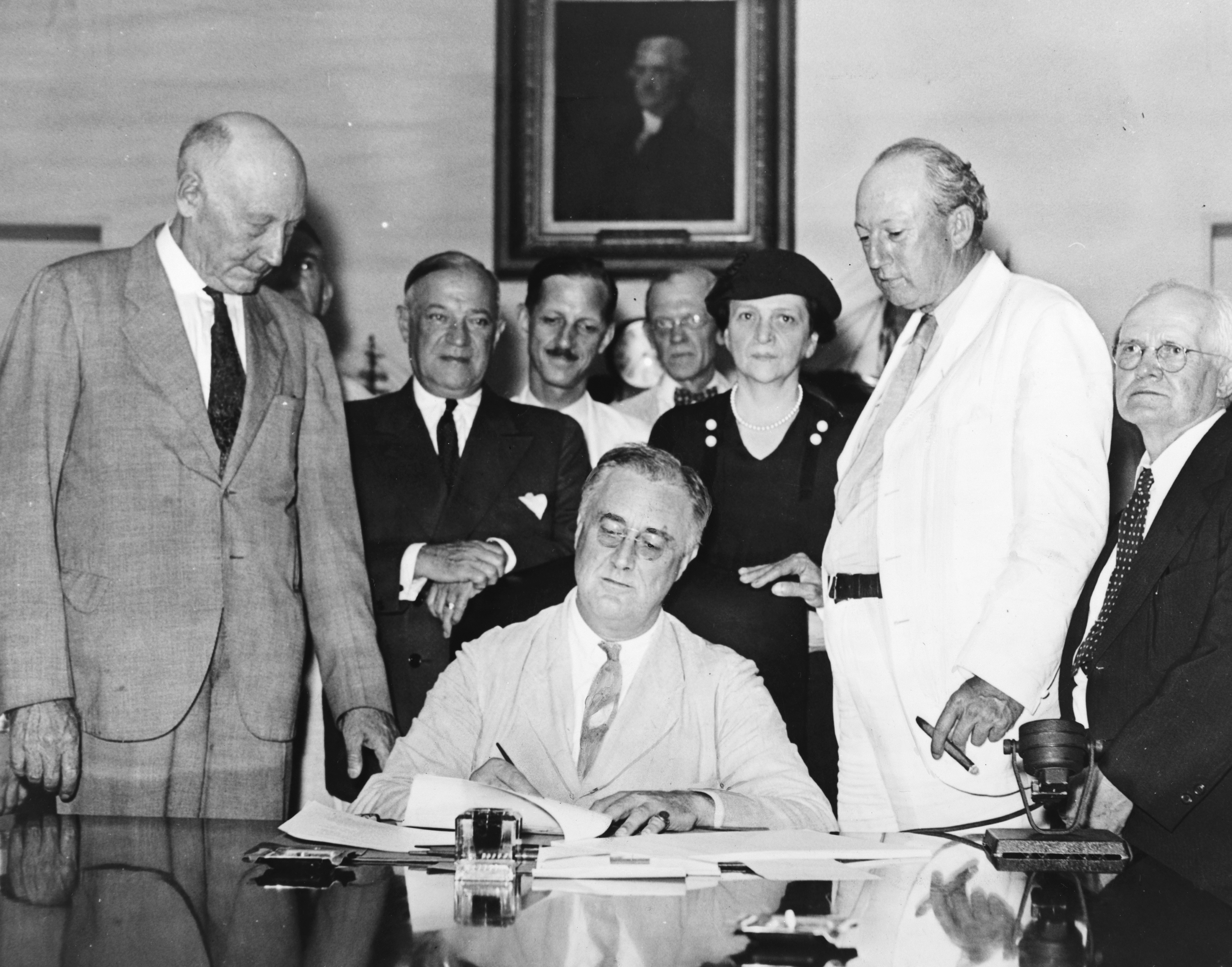
Signature du Social Security Act par Franklin D.Roosevelt le 14 aout 1935. Il est entouré des députés Robert Doughton, David Lewis, John Dingell, et Joshua Twing Brooks, ainsi que de la secrétaire au travail Frances Perkins et des sénateurs Pat Harrison et Robert Wagner.

Le Social Security Act (« Loi sur la Sécurité Sociale ») est une loi américaine approuvée par le Congrès des États-Unis en 1935 et qui a marqué la mise en place de la première forme d'État-providence aux États-Unis. Au début des années 1930, dans un contexte de pauvreté croissante chez les personnes âgées, des premières mesures d'assistance sociale furent mises en place sous la forme d'une « Assurance sociale ».
La loi est signée le 14 août 1935 par Franklin D. Roosevelt dans le cadre du New Deal. Cette sécurité sociale visait à atténuer les effets de la pauvreté chez les séniors, les chômeurs, les femmes veuves et les enfants privés de leur père.
Le quatrième chapitre de la loi a été amendé par le Family Support Act de 1988.